# Olympische Sommerspiele 2000/Teilnehmer (St. Kitts und Nevis)
| Gelbes Symbol für Goldmedaillen mit stilisierten Olympischen Ringen | Graues Symbol für Silbermedaillen mit stilisierten Olympischen Ringen | Braundes Symbol für Bronzemedaillen mit stilisierten Olympischen Ringen |
| ------------------------------------------------------------------- | --------------------------------------------------------------------- | ----------------------------------------------------------------------- |
| —                                                                   | —                                                                     | —                                                                       |

St. Kitts und Nevis nahm an den Olympischen Sommerspielen 2000 in Sydney, Australien, mit zwei Leichtathleten teil.

## Teilnehmer nach Sportarten

### Leichtathletik
- Kim Collins
100 Meter: 7. Platz
200 Meter: Halbfinale

- Valma Bass
Frauen, 100 Meter: Viertelfinale
Frauen, 200 Meter: Viertelfinale